# سنجاب پرنده پیکانی

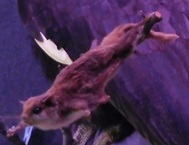
سنجاب پرنده پیکانی

سنجاب پرنده پیکانی (نام علمی: Petinomys sagitta) نام یک گونه از سرده موش پروازی است.